# チャールズ・オースティン・ガードナー
チャールズ・オースティン・ガードナー（Charles Austin Gardner、1896年1月6日 - 1970年2月24日）は、オーストラリアの植物学者である。

## 生涯
イギリスのランカスターに生まれ、1909年に家族とともにオーストラリアに移住した。若い頃から芸術や植物学に興味を示し、1920年に森林省の植物採集官に採用された。1921年にキンバリーの調査探検の植物学者に任命され、最初の著書『西オーストラリア、キンバリー地域の植物ノート』（"Botanical Notes, Kimberley Division of Western Australia"）を出版した。1924年に農業省に移り、1928年に組織改革で、Government Botanistと国立標本館（State Herbarium）の学芸員に任じられた。この間、月刊誌、"Our Rural Magazine"などの西オーストラリアのメディアに植物記事を書いた。
植物学に関する貢献としては、約320編の論文を執筆し、西オーストラリア王立協会雑誌に西オーストリアの植物についての論文を発表した著書に『西オーストラリアの植物』（"Enumeratio Plantarum Australiae Occidentalis":1930）があり 『西オーストラリアの植物誌』（"Flora of Western Australia":1952）のイネ科の章を執筆した。200ほどの新種植物の記載を行った。1937年にキュー植物園の初代のオーストラリア植物のリエゾンオフィサー（Australian Botanical Liaison Officer）になった。オーストラリアの自然科学の発展に貢献した人物に送られるクラーク・メダルを1961年に受賞した。